# 涡阳城隍庙
涡阳城隍庙位于安徽省亳州市涡阳县城关街道涡河西路，建于清光绪十五年（1889年），中华人民共和国成立后建筑陆续被毁，现存正殿及东西耳房。1990年11月公布为涡阳县文物保护单位。2015年2月公布为亳州市文物保护单位。